# The Hills Have Eyes (2006)
The Hills Have Eyes is een Amerikaanse horrorfilm uit 2006 onder regie van Alexandre Aja. Het is een nieuwe versie van de gelijknamige film van Wes Craven uit 1977.

## Verhaal
Een familie uit de Verenigde Staten is met een camper op reis door de woestijn van New Mexico. Wanneer hun auto het begeeft midden in de woestijn, merken ze dat er iets niet in orde is in de woestijn. Hun reis wordt verstoord door misvormde bewoners van een nabijgelegen dorp die gemuteerd zijn als gevolg van nucleaire tests door de Amerikaanse overheid van 1945 tot 1962.

## Rolverdeling
- Aaron Stanford: Doug Bukowski
- Emilie de Ravin: Brenda Carter
- Dan Byrd: Bobby Carter
- Vinessa Shaw: Lynne Bukowski
- Kathleen Quinlan: Ethel Carter
- Ted Levine: Bob Carter
- Robert Joy: Lizard
- Maisie Camilleri Preziosi: Baby Catherine
- Laura Ortiz: Ruby
- Billy Drago: Papa Jupiter
- Michael Bailey Smith: Pluto
- Tom Bower en Desmond Askew: Big Brain
- Ezra Buzzington: Goggle